# Alex Boyé

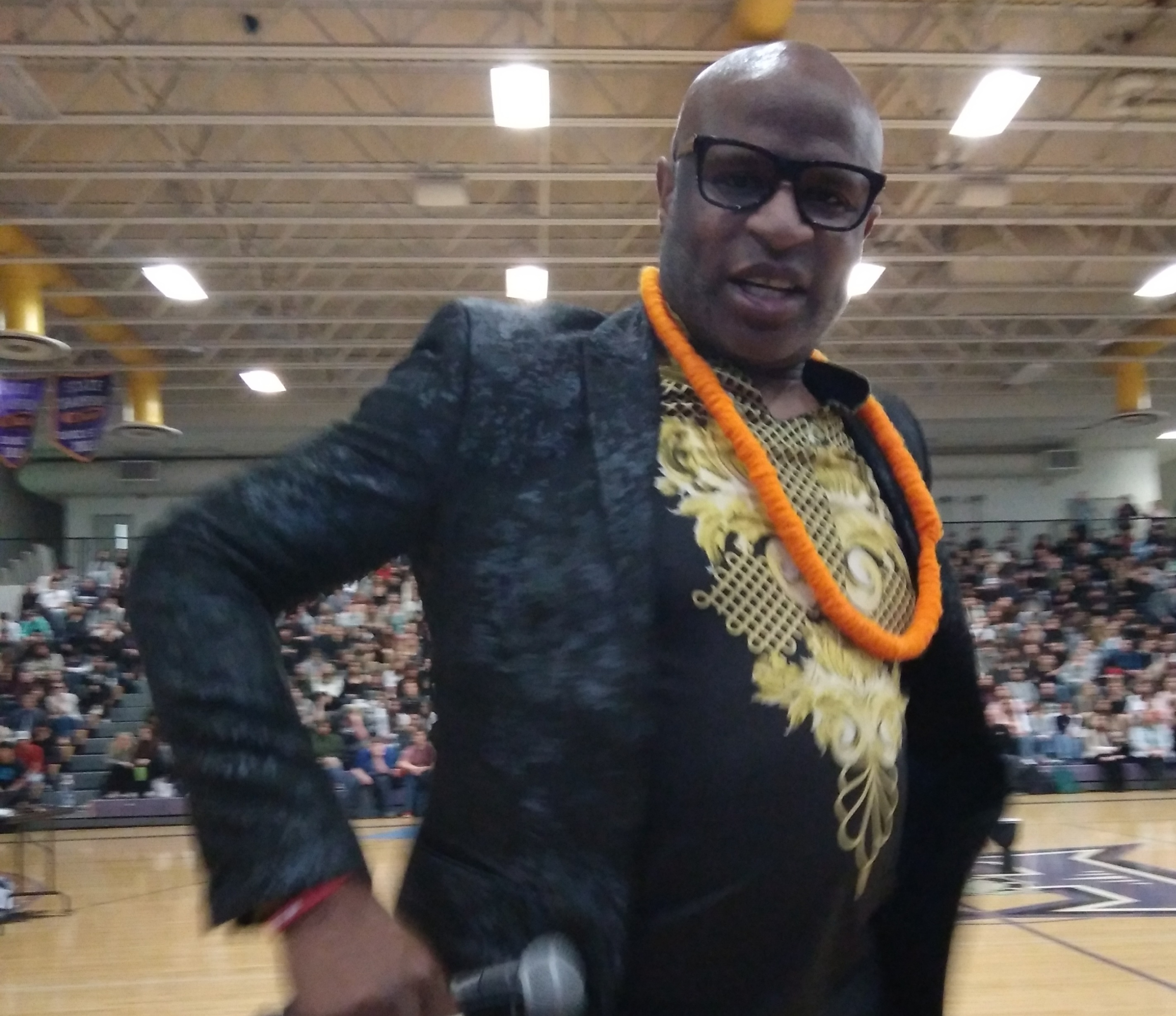
Alex Boyé

Alex Boyé (* 16. August 1970 in London) ist ein US-amerikanischer Gospel-Sänger. Er wurde zunächst bekannt als Sänger der britischen Boyband Awesome. Anschließend zog er nach Utah und wurde Sänger sowie Filmschauspieler. Außerhalb dieser christlichen Szene wurde er außerdem durch seine Coversongs berühmter Lieder wie Believer, Paradise und Let it Go in afrikanisiertem Stil sowie als Teilnehmer von America’s Got Talent 2015 bekannt.

## Leben

### Kindheit und Jugend
Alex Boyé wurde am 16. August 1970 in London geboren. Seine Mutter war während der Schwangerschaft von Nigeria nach England geflohen und hatte seinen Vater in Nigeria zurückgelassen. Seine Mutter heiratete in London wieder, ging jedoch später wieder für acht Jahre nach Nigeria zurück und ließ Boyé in Pflegefamilien zurück. Boyé wuchs überwiegend in einer harten Gegend in Tottenham auf.
Als Teenager begann er sich für Motown-Künstler wie Stevie Wonder, Kool & the Gang, James Brown. Marvin Gaye, Nat King Cole, Jackie Wilson und Otis Redding zu interessieren. Mit 16 Jahren entdeckte er die Kirche Jesu Christi der Heiligen der Letzten Tage (The Church of Jesus Christ of Latter-day Saints, LDS) und ließ sich taufen. Seine ersten Auftritte als Sänger hatte er als Missionar in Bristol.

### Boyband Awesome (1995–1999)
1992 gründete er die Boyband Awesome. Nach einigen lokalen Auftritten gewann er einen Gesangswettbewerb auf Capitol Radio und erregte so die Aufmerksamkeit von Universal Records, die die Band unter Vertrag nahmen. 1997 gelang ihnen mit der Single Rumours, eine Coverversion von Timex Social Club, der Durchbruch. In den britischen Charts erreichten sie Platz 58, in den deutschen Platz 16. Auch die Nachfolgesingle Crazy hatte Erfolg. Das Album The Future dagegen konnte keine nennenswerten Erfolg verbuchen.
Die Band spielte mit Künstlern wie Backstreet Boys, Missy Elliott und MC Lyte. Doch Alex Boyé mochte den Lebensstil immer weniger, insbesondere das Touren. So verließ er die Gruppe und startete eine Solokarriere. 2000 erschien No Limits über ZYX Music, das Pop und R&B beinhaltete. Doch auch dies behagte ihm nicht und so zog er nach Salt Lake City, die Hauptstadt von Utah und zugleich der Hauptsitz der Mormonen.

### 2000er
In Utah versuchte er einen Neustart als Solokünstler sowie als Interpret für Songs der Mormonen. 2001 erschien sein erstes Gospel-Album The Love Goes On, gefolgt von Testimony 2003.
2002 sprang er als Schauspieler spontan in der Theaterproduktion The Civil War am Rodgers Memorial Theatre ein. Er selbst war zu dieser Zeit als Teil eines Gospel-Chors für das Theaterstück gebucht, als der Darsteller des Frederick Douglass absprang. Obwohl er vorher noch nie geschauspielert hatte, war sein Auftritt sehr erfolgreich und so begann seine Karriere als Schauspieler. Das Spiel weckte auch sein interesse an der US-amerikanischen Bürgerrechtsbewegung. Es folgte eine Filmrolle als Abinadab in der christlichen Produktion David & Goliath, sowie einige weitere Rollen im Laufe der Jahre.
2006 schloss er sich dem Tabernacle Choir at Temple Square (zu der Zeit noch Mormon Tabernacle Choir) an und durfte dort einige Solopassagen singen. Auf dem Hitalbum Come Thou Font hatte er zwei Solosongs. Daneben trat er weiter als Solokünstler auf.

### 2010er
Boyé übernahm den Gesang beim Song Peponi der Gruppe The Piano Guys. Das Cover von Coldplays Paradise wurde auf Swahili umgeschrieben und erschien auf dem Debütalbum der Gruppe. Boyé spielte auch im Video mit.
2014 veröffentlichte Boyé mit dem One Voice Children’s Choir (unter anderem Lexi Walker) ein Cover von Let It Go aus Die Eiskönigin – Völlig unverfroren. Das Lied wurde auf YouTube zum „Best Pop Cover of 2014“ gewählt. Boyé durfte auch für Olivia Newton-John in der Royal Albert Hall eröffnen. 2015 wurde Boyé mit dem Governor’s Mansion Artist Award ausgezeichnet.
Im Juni 2015 trat Boyé mit seiner Band Changing Lanes Experience in der zehnten Staffel von America’s Got Talent auf. Ihr Cover von Shake It Off brachte ihnen Lob von der Jury ein. Im August wurden sie allerdings von der Jury aus der Staffel gewählt. Etwas später versuchte er die Jury bei The X Factor zu überzeugen, wurde jedoch ausgebuht. Seine Performance wurde jedoch nicht ausgestrahlt.
2016 veröffentlichte Boyé und der BYU Men’s Chorus eine Version Baba Yetu, im Original von Christopher Tin für Civilization IV geschrieben. Nach Peponi war es damit sein zweites Lied, das er auf Swahili sang. Im gleichen Jahr folgte ein Duett mit Marie Osmond auf deren Album Music Is Medicine.
2017 wurde er vom Hard Rock Cafe im Wettbewerb Rising Battle of the Bands als „Grand Prize Winner“ ausgerufen.

## Privatleben
Boyé lernte seine Frau bei einer Veranstaltung für Singles der LDS kennen. Sie heirateten 2007 im Salt Lake Temple. Das Paar hat acht Kinder. 2012 erhielt Alex Boyé die US-amerikanische Staatsbürgerschaft.

## Diskografie

### Solo

#### Alben
- 2000: No Limits (ZYX Music)
- 2001: The Love Goes On (Boye Central)
- 2003: Testimony (Deseret Books)
- 2007: Spirit (Reach)
- 2008: Calling America (Shadow Mountain)
- 2009: Be Still, My Soul: Classic Hymns & Folk Songs (Shadow Mountain)
- 2010: My Christmas Wish (Shadow Mountain)
- 2014: Africanized (Boye Central)
- 2016: African Gospel Inspirations (Boye Central)
- 2019: Coming to America (Bfd)

#### Singles & EPs
- 2000: Movin’ Up
- 2002: Too Long
- 2010: Happy Daze EP (Boye Central)
- 2013: Royals
- 2013: Smiles for Life
- 2013: I Am Gold
- 2014: Lemonade
- 2014: Shake It Off
- 2014: Zombie
- 2016: Africanized Christmas EP (Boye Central)
- 2016: We All Bleed the Same EP (Boye Central)
- 2016: African Hipster
- 2016: Baba Yetu
- 2017: Sign of the Times
- 2017: Believer
- 2019: Jam in the Van - Alex Boyé (Live Session, Pasadena, CA, 2018)
- 2019: Cold in California
- 2019: Still Breathing
- 2019: Fast Car
- 2020: Brighter Dayz
- 2020: Class of 2020 (Forever)
- 2020: Keep Your Head Up to the Sky

#### Gastbeiträge
- 2002: James Lavonz – Feel My Dreams
- 2005: James Lavonz – Let’s Get It On (EP: Paradise)
- 2012: The Piano Guys – Peponi (Paradise) (Album: The Piano Guys)
- 2014: The Nashville Tribute Band – Blind (Album: Redeemer: A Nashville Tribute to Jesus Christ)
- 2015: Alan Hewitt & One Nation – Revelation (Album: Evolution)
- 2016: Alisha Popat – What’s Going On (Album: African Inspired Covers)
- 2016: Marie Osmond – Then There’s You (Album: Music Is Medicine)
- 2018: The Nashville Tribute Band – Still Small Voice (Album: The Word: A Nashville Tribute to The Bible)

## Filmografie
- 2005: David & Goliath
- 2014: Saints and Soldiers III – Battle of the Tanks
- 2016: Saturday’s Warrior
- 2020: Green Falke